# JydskeVestkysten
JydskeVestkysten (Jütländische Westküste) ist die größte regionale Tageszeitung in Dänemark. Sie entstand im Jahr 1991 aus einer Zusammenlegung der Zeitungen Vestkysten (gegründet 1917) und Jyske Tidende (gegründet 1929), die beide lange um die Vorrangstellung im Süden Jütlands gerungen hatten.
Die Zeitung gehört zum regionalen Medienkonzern Syddanske Medier. Die anfängliche Miteigentümerin Berlingske Media (ehemals Jydske Tidende) verkaufte ihre Anteile von 50 Prozent 2013 an Den Sydvestjydske Venstrepresse (ehemals Vestkysten).
Der Hauptredaktionssitz der täglich erscheinen Zeitung ist in Esbjerg. Ihr Verbreitungsgebiet deckt das südliche und westliche Jütland einschließlich Nordschleswig ab. Neun Lokalausgaben werden für die jeweiligen Kommunen auf ihrem Gebiet herausgegeben: Aabenraa, Billund, Esbjerg, Haderslev, Kolding, Sønderborg, Tønder, Varde und Vejen. Während Mitte der 1990er Jahre täglich noch eine Auflage von weit über 90.000 erreicht wurde, ging sie im zweiten Halbjahr 2008 auf 68.460 Exemplare pro Tag (sonntags 76.019) zurück. Dennoch hat die Zeitung in der Region – abgesehen von der Zeitung der deutschen Volksgruppe, dem Nordschleswiger – quasi eine Monopolstellung. Rund 120 redaktionelle Mitarbeiter arbeiten an elf Standorten für JydskeVestkysten.